# Neotrachydesmus meridionalis
Neotrachydesmus meridionalis är en mångfotingart som beskrevs av Filippo Silvestri 1898. Neotrachydesmus meridionalis ingår i släktet Neotrachydesmus och familjen orangeridubbelfotingar. Inga underarter finns listade i Catalogue of Life.